# Bundelmosklokje
Het bundelmosklokje (Galerina marginata) is een amatoxine bevattende en daardoor giftige paddenstoel uit de Galerina familie. Samen met o.a. de paddenstoel soorten uit de families Amanieten en Lepiota horen de Galerina tot de paddenstoelen die Amatoxine bevatten. Deze paddenstoel bevat verhoudingsgewijs meer amatoxine dan de Groene knolamaniet (Amanita phalloides). Dit zijn zeer giftige stoffen die, ongevoelig voor hitte, in kleine doseringen dodelijk kunnen zijn. De incubatietijd tussen opname en het verschijnen van de eerste ziekte verschijnselen is tussen de 12 en 48 uur.

## Kenmerken

### Uiterlijke kenmerken
Hoed
Het bundelmosklokje is een middelgrote soort met een koepelvormige hoed, die aan de rand gestreept is. De hoed heeft een diameter van 1 tot 4 cm. Verse exemplaren zijn licht stroperig tot vochtig en bruin tot geelbruin van kleur. Naarmate de paddenstoel veroudert vervaagt de kleur van de hoed tot bruin of bleekgeel. Als hij droog is, ziet de hoed er echter geelbruin uit.
Lamellen
De lamellen zitten recht aan de steel vast of lopen er kort af, staan dicht op elkaar en zijn smal. Aanvankelijk licht oker, met de jaren verkleuren ze bruin tot roestbruin.
Steel
De steel is net als de lamellen bruin gekleurd. De cilindrische steel heeft een witte vezelige basis. Soms is er een vezelachtige ring zichtbaar. Onder de meestal bederfelijke manchet is het bedekt met een paar lichtgekleurde vlokken en ziet het er in de lengte zijdeachtig vezelig en glanzend zilver uit.
Vlees
Het vruchtvlees in de hoed is geelachtig en donkerbruin in de steel.
Geur
Het ruikt vooral melig, maar de geur wordt omschreven als "muf, ziekelijk en vergelijkbaar met rottend hout".
Sporenprint
De sporenprint laat een lichtbruine afdruk achter.

### Microscopische kenmerken
De amandelvormige sporen zijn ongeveer 8-10 × 5-6 µm groot. Zoals alle Galerina-soorten, hebben de sporen een plage, waarvan is beschreven dat het lijkt op "een licht gerimpeld plastic krimpfolie dat het distale uiteinde van de sporen bedekt". Het oppervlak van de sporen is wrattig en vol rimpels, met een gladde depressie waar de spore ooit via het sterigmatum aan het basidium was vastgemaakt. In kaliumhydroxide (KOH)-oplossing zien de sporen er geelbruin of donkerder roestbruin uit, met een apicale callus. De basidia zijn viersporig (zelden met een paar tweesporige), ruwweg cilindrisch bij het produceren van sporen, maar met een licht taps toelopende basis en hebben de grootte 21-29 × 5-8,4 µm. 
De cystidia zijn cellen van het vruchtbare hymenium die geen sporen produceren. Deze steriele cellen, die structureel verschillend zijn van de basidia, worden verder geclassificeerd volgens hun locatie. In G. marginata zijn de pleurocystidia (cystidia van de lamelsnede) 46-60 × 9-12 µm, dunwandig en hyaliene in KOH, fusoïde tot ventricose van vorm met golvende halzen en stompe tot subacute toppen (3-6 µm diameter nabij apex). De cheilocystidia (cystidia van de lamelrand) hebben dezelfde vorm, maar zijn vaak kleiner dan de pleurocystidia, overvloedig aanwezig, zonder knotsvormige of abrupt taps toelopende (mucronaat) cellen. In de hyfen zijn gespen aanwezig.

## Dubbelgangers
| Dubbelganger           | Foto | Bron        |
| ---------------------- | --- | ----------- |
| stobbezwammetje        | Het Bundelmosklokje wordt soms aangezien voor het eetbare stobbezwammetje | [ 2 ] [ 4 ] |
| gewone zwavelkop       | Het gewone zwavelkopje heeft ook gelijkenissen met het bundelmosklokje | [ 2 ]       |
| blauwwordend kaalkopje | Het blauwwordend kaalkopje is niet eetbaar maar wordt door de hallucinogene eigenschappen toch geconsumeerd, waarbij het bundelmosklokje als dubbelganger per ongeluk kan worden ingenomen. | [ 1 ]       |

## Leefomgeving
Bundelmosklokjes leven voornamelijk in de buurt van naaldbomen, vooral bij dennenfamilie en fijnspar. De verspreidingskaarten van GBIF laten een bijna mondiale verspreiding zien.

## Giftigheid
Het bundelmosklokje is een zeer giftige paddenstoel. Het bevat amatoxine, dat in tegenstelling tot andere inneembare toxinen ongevoelig is voor hitte. De lever is het centrale orgaan dat uitvalt bij inname van amatoxine bevattende paddenstoelen. De amatoxinen zijn selectieve remmers van RNA-polymerase die essentieel zijn voor de aanmaak van Messenger-RNA en MicroRNA's

### Symptomen
Een intoxicatie door het eten van bundelmosklokjes manifesteert zich in drie fasen:
1. overmatig braken en diarree
2. schijnbaar herstel
3. bloedingsstoornissen door aantasting van de lever.

## Foto's

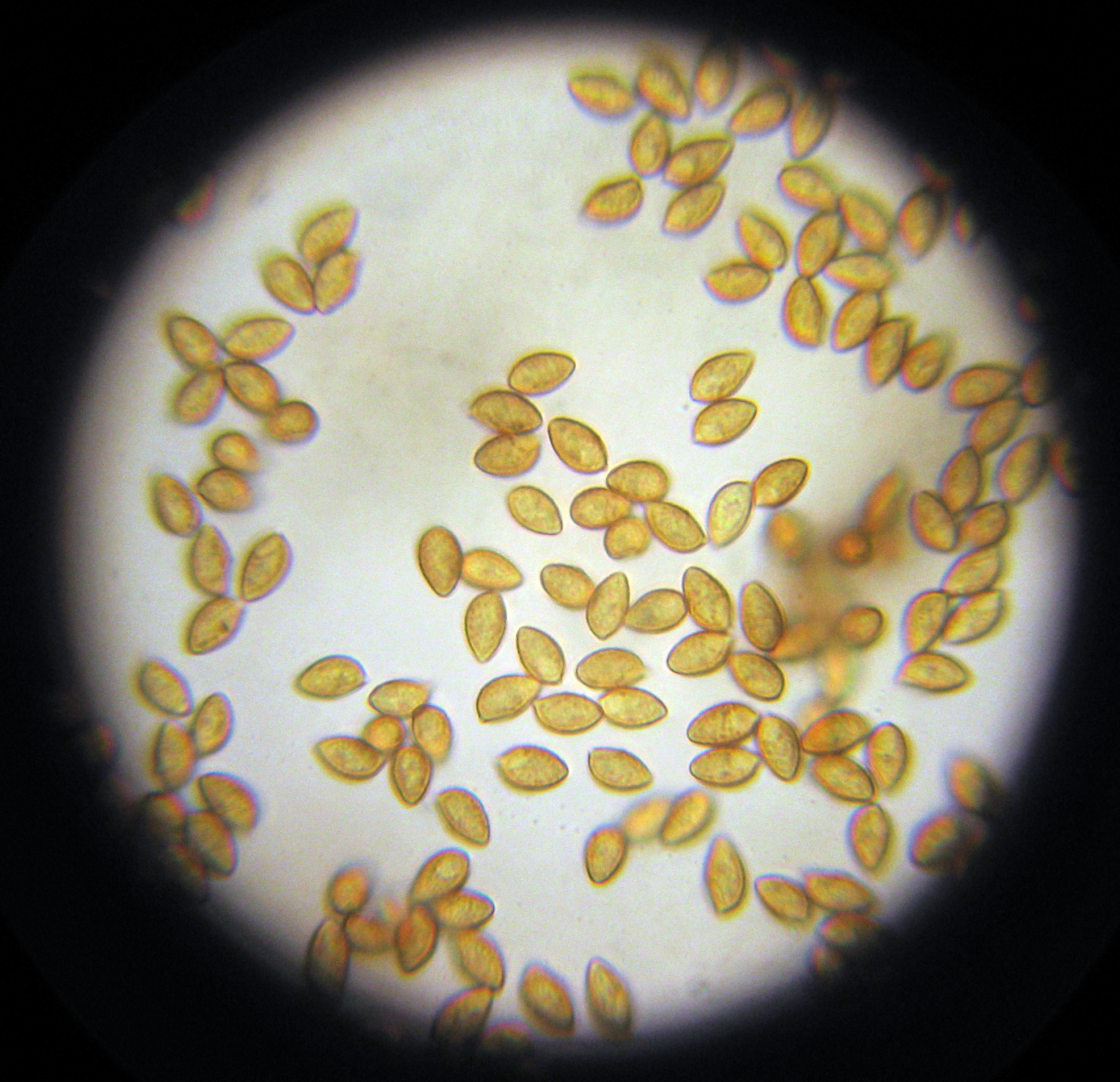
Sporen
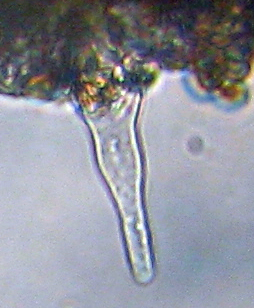
Cystide
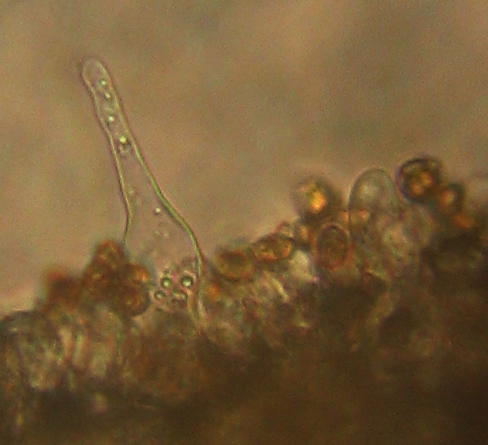
Cystide en basidia